# 本尼·文特
本尼·雲迪（瑞典語：Benny Wendt，1950年11月4日—），生于北雪平，瑞典男子足球运动员，司职前锋。他曾代表瑞典国家队参加1978年国际足联世界杯，结果队伍止步小组赛阶段。
他曾於1983-84年度球季效力香港精工。